# 夜族崛起
《夜族崛起》是一款生存遊戲，由Stunlock Studios開發。遊戲於2021年5月5日公開，對應Microsoft Windows平台。遊戲搶先體驗版於2022年5月17日推出，首周銷量超過100萬。

## 評價
《夜族崛起》搶先體驗版前三日銷量突破50萬，首周銷量達到100萬。
IGN搶先體驗版評測認為遊戲節奏過慢，但称赞頭目設計和動作角色扮演要素戰鬥十分出色。IGN中國称赞游戏玩法设计、内容质品质和拓展性，但批評中國大陸地區連線不穩定，中文化不完整。

## 外部連結
- 官方网站